# Baron Colyton
Baron Colyton, of Farway in the County of Devon and of Taunton in the County of Somerset, ist ein erblicher britischer Adelstitel in der Peerage of the United Kingdom.

## Verleihung
Der Titel wurde am 19. Januar 1956 für den Diplomaten und konservativen Politiker Henry Hopkinson geschaffen.
Heutiger Titelinhaber ist seit 1996 dessen Enkel Alisdair Hopkinson als 2. Baron.

## Liste der Barone Colyton (1956)
- Henry Hopkinson, 1. Baron Colyton (1902–1996)
- Alisdair Hopkinson, 2. Baron Colyton (* 1958)

Voraussichtlicher Titelerbe (Heir Presumptive) ist der Bruder des aktuellen Titelinhabers, Hon. James Hopkinson (* 1983).